# Häselgehr
Häselgehr är en ort och kommun i distriktet Reutte i förbundslandet Tyrolen i Österrike.
Kommunen består av två orter (Ortschaften) (inom parentes invånarantal 1 januari 2024):
- Grießau (143)
- Häselgehr (543)